# 21270 Otokar
21270 Otokar è un asteroide della fascia principale. Scoperto nel 1996, presenta un'orbita caratterizzata da un semiasse maggiore pari a 2,1982149 UA e da un'eccentricità di 0,2236673, inclinata di 7,39334° rispetto all'eclittica.